# Anita Khemka
Anita Khemka (nascida em 1972) é uma fotógrafa indiana.
Khemka é conhecida pelo seu trabalho documentando a comunidade hijra. O seu trabalho com a comunidade Hijra foi documentado no filme de 2006 Between the Lines: India's Third Gender.
O seu trabalho encontra-se incluído na colecção do Museu de Belas-Artes de Houston.